# 汪文言
汪文言（？—1625年），譜名守泰，字士光，直隸歙县（今安徽）人。明朝官員，东林党党人。官至中書舍人，在東林黨爭中，汪遭魏忠賢下獄，魏黨的錦衣衛指揮使許顯純將他拷打而死。

## 簡介
年少時為縣衙胥吏（一說徽州庫吏)，負俠氣，饶具谋略，後以銀兩援例捐監，並取得中書舍人的官職。文言與東林黨黨人楊漣、左光斗、魏大中等交往甚密，又寄居於宦官王安门下，以密計離間齊楚浙三黨，又對泰昌年間撥亂反正提供建議，對東林黨順利在天启初年「眾正盈朝」出力甚多。后世对他评价： “以布衣之身操控天下。”
天启元年（公元1621年）九月，王安死，顺天府府丞邵辅忠、御史梁梦环接連弹劾汪文言，於是文言被逮下狱，後查明无罪释放。天启四年四月，宦官魏忠賢專權，他指示閹黨大臣傅櫆彈劾左光斗、魏大中交結汪文言，招權納賄，將汪文言下錦衣衛鎮撫司詔獄。都指揮僉事許顯純對汪文言嚴刑拷打兩月而不屈，汪文言外甥設法探監，見其傷痕累累，難過大哭。汪文言罵他「孺子真不才，死豈負我哉，而效兒女子泣耶?」。隨後，文言又受“械、镣、棍、拶、夹棍”等酷刑，許顯純試圖污衊楊漣等人貪污，汪文言大罵「天乎，冤哉！以此衊清廉之士，有死不承！」，於是許顯純試圖偽造證供，汪文言垂死之間張目大罵「爾莫妄書，異時，特吾當與面質」，許顯純於是當日就把汪文言重刑至死。